# 國家乳溝日

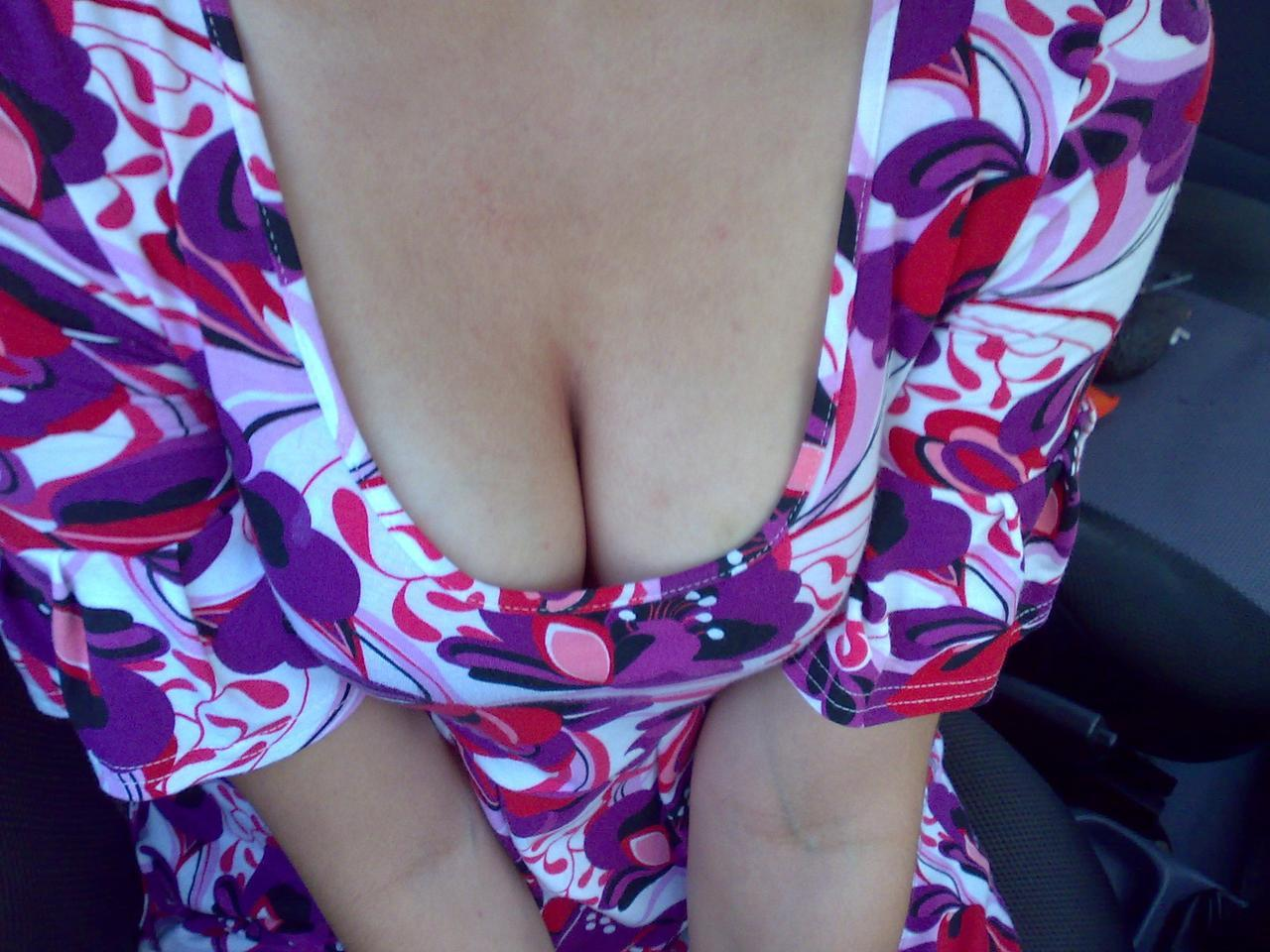
一個女人在2008年4月展示她的乳溝以慶祝國家乳溝日。

國家乳溝日（英語：National Cleavage Day，縮寫：NCD），是一個在南非舉辦的慶祝活動，時間為一年一度的三月或四月，主要由胸罩廠商神奇胸罩所贊助。
國家乳溝日是從2002年4月開始舉辦的，是由神奇胸罩、柯夢波丹美國時尚雜誌、5FM與南非廣播電台在约翰内斯堡舉辦首屆國家乳溝日。

## 相關項目
- 乳溝
- 乳房

## 外部連結
- Wonderbra and their support for NCD